# Greci, Mehedinți
Greci este satul de reședință al comunei cu același nume din județul Mehedinți, Oltenia, România.